# 僧帽狸藻
僧帽狸藻（学名：Utricularia cucullata）為狸藻屬一年生小型食虫植物。其种加词“cucullata”来源于拉丁文“cucullus”，意为“罩子，帽子”，指其帽状的花朵。僧帽狸藻为南美洲的特有种，存在于巴西、法属圭亚那、圭亚那、苏里南、特立尼达和委内瑞拉。